# Сент Џорџ (Мисури)
Сент Џорџ (енгл. St. George) град је у америчкој савезној држави Мисури.

## Демографија
По попису из 2010. године број становника је 1.337, што је 49 (3,8%) становника више него 2000. године.
| Група             | 2000.         | 2010.         |
| Белци             | 1.264 (98,1%) | 1.270 (95,0%) |
| Афроамериканци    | 0 (0,0%)      | 7 (0,5%)      |
| Азијати           | 6 (0,5%)      | 14 (1,0%)     |
| Хиспаноамериканци | 10 (0,8%)     | 18 (1,3%)     |
| Укупно            | 1.288         | 1.337         |